# Upper Middle Bogan
Upper Middle Bogan es una serie australiana estrenada el 15 de agosto del 2013 por medio de la cadena ABC1.
La serie ha contado con la participación invitada de los actores Nicholas Bell, Kim Gyngell, Roz Hammond, Syd Brisbane, Noel Herriman, Steve Bastoni, entre otros.
La serie fue renovada para una tercera temporada la cual se estrenó el 12 de octubre del 2016.

## Historia
La serie sigue a dos familias que viven en extremos opuestos de la autopista. Bess Denyar es una doctora con una madre elegante Margaret, su esposo arquitecto Eric y dos gemelos Oscar y Edwina de 13 años que asisten a una escuela privada.
Cuando Bess descubre que es adoptada se sorprende pero aún más cuando descubre a sus padres biológicos, Wayne y Julie Wheeler y que tiene tres hermanos Amber, Kayne y Brianna. Los Wheeler dirigen un equipo de carreras a las afueras del suburbio y quedan encantados cuando descubren a Bess la hija que pensaron que habían perdido.

## Personajes[5]

### Personajes Principales
| Actor            | Personaje                | Ocupación                       | N.º de Episodios | Duración    |
| ---------------- | ------------------------ | ------------------------------- | ---------------- | ----------- |
| Annie Maynard    | Bess Denyar              | Doctora                         | 24               | 2013 - 2016 |
| Patrick Brammall | Danny Bright             | Arquitecto                      | 24               | 2013 - 2016 |
| Glenn Robbins    | Wayne Wheeler            | -                               | 24               | 2013 - 2016 |
| Michala Banas    | Amber Wheeler            | -                               | 24               | 2013 - 2016 |
| Madeleine Jevic  | Brianna Wheeler          | Instructora de Educación Física | 24               | 2013 - 2016 |
| Rhys Mitchell    | Kayne Wheeler            | -                               | 24               | 2013 - 2016 |
| Robyn Malcolm    | Julie Wheeler            | -                               | 24               | 2013 - 2016 |
| Robyn Nevin      | Margaret Denyar          | -                               | 24               | 2013 - 2016 |
| Lara Robinson    | Edwina Bright            | -                               | 24               | 2013 - 2016 |
| Harrison Feldman | Oscar Bright             | -                               | 24               | 2013 - 2016 |
| Dougie Baldwin   | Shawn Van Winkle-Wheeler | -                               | 24               | 2013 - 2016 |

### Personajes recurrentes
| Actor              | Personaje       | Ocupación                       | N.º de Episodios | Duración          |
| ------------------ | --------------- | ------------------------------- | ---------------- | ----------------- |
| Dave Thornton      | Troy Van Winkle | Novio de Amber / Padre de Shawn | 6                | 2013 - 2016       |
| Sue Jones          | Pat             | Mejor Amiga de Margaret         | 5                | 2013 - 2014, 2016 |
| Martin Dingle Wall | Evan            | -                               | 4                | 2016              |
| Debra Byrne        | Susan           | Hermana de Julie                | 1                | 2016              |
| Rohan Nichol       | Matt            | Hijo de Susan                   | 1                | 2016              |

### Antiguos personajes recurrentes
| Actor        | Personaje | Ocupación | N.º de Episodios | Duración |
| ------------ | --------- | --------- | ---------------- | -------- |
| Bert Labonte | Miklis    | Oficial   | 2                | 2013     |

## Premios y nominaciones
| Año  | Categoría                                                 | Premio                | Nominados (as)                            | Resultado |
| ---- | --------------------------------------------------------- | --------------------- | ----------------------------------------- | --------- |
| 2016 | Best Television Comedy Series                             | AACTA Award           | Upper Middle Bogan                        | Ganó      |
| 2016 | Best Screenplay In Television                             | AACTA Award           | Robyn Butler y Wayne Hope                 | Nominados |
| 2015 | Most Outstanding Comedy Program                           | Logie Award           | Upper Middle Bogan                        | Nominado  |
| 2014 | Outstanding Performance by an Ensemble in a Comedy Series | Equity Ensemble Award | Upper Middle Bogan                        | Ganó      |
| 2014 | Most Outstanding Light Entertainment Program              | Logie Award           | Upper Middle Bogan                        | Nominado  |
| 2014 | Best Performance in a Television Comedy                   | AACTA Award           | Robyn Nevin                               | Nominada  |
| 2014 | Best Television Comedy or Light Entertainment Series      | AACTA Award           | Robyn Butler y Wayne Hope                 | Nominados |
| 2014 | Best Screenplay in Television                             | AACTA Award           | Robyn Butler, Wayne Hope y Gary McCaffrie | Nominados |

## Producción
La serie fue creada por Robyn Butler y Wayne Hope, y dirigida por Wayne Hope y Tony Martin.
En diciembre del 2013 se anunció que la serie fue renovada para una segunda temporada, la cual se estrenó el 16 de octubre del 2014 y terminó sus transmisiones el 4 de diciembre del 2014. La tercera temporada comenzó a filmarse en marzo de 2016 y fue estrenada en octubre de 2016. El último episodio de la serie fue emitido el 30 de noviembre de 2016.